# 深海蜥魚科
深海蜥魚科（學名：Bathysauridae）為輻鰭魚綱仙女魚目巨尾魚亞目的其中一科。

## 分類
深海蜥魚科其下分1個屬，如下：
- 深海蜥魚屬（Bathysaurus）
  - 深海蜥魚（Bathysaurus ferox）
  - 尖吻深海蜥魚（Bathysaurus mollis）